# 24-Stunden-Rennen auf dem Nürburgring 1989

Streckenführung für das 24-Stunden-Rennen ab 1984

Das 17. 24-Stunden-Rennen auf dem Nürburgring fand vom 17. auf den 18. Juni 1989 auf dem Nürburgring statt.

## Rennergebnis
Mit einem Doppelsieg und sechs Fahrzeugen unter den Top 10 konnte BMW als Hersteller mit dem 3er an alte Erfolge aus den Anfangsjahren des 24-Stunden-Rennens anknüpfen. Das Rennen gewann das BMW M Team Schnitzer mit Emanuele Pirro, Roberto Ravaglia und Fabien Giroix vor dem BMW M Team Linder mit Altfrid Heger, Harald Grohs und Olaf Manthey. Den dritten Platz belegte der Ford Sierra RS Cosworth von Ford Motorsport Eggenberger mit Gianfranco Brancatelli, Alain Ferté und Thomas Lindström am Steuer.
Die 3er BMWs von BMW Faltz mit Otto Altenbach, Jürgen Lässig und Jürgen Oppermann, von Auto Budde mit Udo Schneider, Gunnar Hermann und Hermann Tilke sowie vom BMW M Team Zakspeed mit Steve Soper, Dieter Quester und Franz Dufter folgten auf den Rängen vier bis sechs. Mit dem Fahrzeug von AC Schnitzer Automobile Technik mit Manfred Wollgarten, Annette Meeuvissen und Carlos Palma auf dem zehnten Platz konnte sich ein weiteres Fahrzeug in den Top 10 platzieren. Mit Ausnahme des „gelben Dauerläufers“ von Auto Budde auf dem fünften Rang – ein 325i, der das Rennen 1986 gewann – waren alle BMWs unter den Top 10 aktuelle M3.
Das Siegerteam fuhr 143 Runden und legte dabei 3626,34 km zurück. Von den 153 gestarteten Fahrzeugen wurden 94 gewertet und zwei disqualifiziert.

## Rennverlauf
Zum ersten Mal in der Geschichte des 24-Stunden-Rennens waren mehr als 100.000 Zuschauer am Ring, die dem ersten Sieg des Schnitzer-Teams beiwohnen. Nachdem Harald Grohs in der Vergangenheit zwei Mal mit einem Fahrzeug in aussichtsreicher Position verunfallte, schaffte er es 1989 mit seiner Mannschaft aufs Podium. Der „gelbe Dauerläufer“, ein BMW 325i von Auto Budde, der das Rennen 1986 gewann und sich 1987 nur dem deutlich leistungsstärkeren Ford Sierra RS Cosworth mit Klaus Ludwig, Klaus Niedzwiedz und Steve Soper geschlagen geben musste, platzierte sich zwischen den deutlich schnelleren BMW M3 auf einem respektablen fünften Platz. 1989 schafft der „gelbe Dauerläufer“ sogar sechs Runden mehr als beim Sieg 1986.

## Streckenführung
Seit dem Umbau der Strecke im Jahr 1983 wurde das 24-Stunden-Rennen am Nürburgring auf einer Kombination aus Nordschleife und Grand-Prix-Strecke ausgetragen.